# Prospalta paraspicea
Prospalta paraspicea là một loài bướm đêm trong họ Noctuidae.